# 甘肃玄参
甘肃玄参（学名：Scrophularia kansuensis）为玄参科玄参属下的一个种。

## 扩展阅读
- 維基物種上的相關：甘肃玄参